# Coelorinchus ventrilux
Coelorinchus ventrilux är en fiskart som beskrevs av Marshall och Iwamoto, 1973. Coelorinchus ventrilux ingår i släktet Coelorinchus och familjen skolästfiskar. Inga underarter finns listade i Catalogue of Life.